# Subbiano
Subbiano – miejscowość i gmina we Włoszech, w regionie Toskania, w prowincji Arezzo.
Według danych na styczeń 2009 gminę zamieszkiwało 6351 osób przy gęstości zaludnienia 81,2 os./1 km².